# Большой проспект Петроградской стороны
Большо́й проспект Петроградской стороны (сокращённо Большой проспект П. С., чтобы отличать его от Большого проспекта В. О.) — одна из главных магистралей Петроградского района — связывает юго-западную часть района с его центральными и северными территориями.

## История и достопримечательности
Возникновение Большого проспекта относится к 1730-м годам. Это была основная дорога, пересекавшая слободы гарнизонных полков: Ямбургского, Копорского, Петербургского и Белозерского. Сначала её называли Большой Гарнизонной дорогой, потом Большой Офицерской улицей, а современное название установилось в 1806 году (в 1918 году проспекту было присвоено имя Карла Либкнехта, но 13 января 1944 года название «Большой проспект» было восстановлено).
Основная прямолинейная часть проспекта начинается у Тучкова моста через Малую Неву и завершается полукруглой площадью Льва Толстого на пересечении с Каменноостровским проспектом. За площадью проходит короткий, плавно изогнутый отрезок проспекта, проложенный в 1910 году и заканчивающийся у Петропавловского моста через реку Карповку, за которым переходит в проспект Медиков.

### Общая характеристика застройки
С середины XVIII века до 1861 года действовал запрет на строительство на Петроградской стороне каменных домов частными лицами (это было связано с соображениями оборонной эффективности Петропавловской крепости). Отчасти поэтому застройка была в основном деревянной. В последней трети XIX века получает развитие каменная застройка, поначалу — невысокими особняками (примером может служить сохранившийся дом № 42). Наконец, на рубеже XIX—XX вв. идёт широкомасштабная застройка Петроградской стороны, в ходе которой Большой проспект превращается в респектабельную торговую улицу с крупными доходными домами и магазинами. Именно в этот период в основном сформировался современный архитектурный облик проспекта. Здания выстроены в разнообразных стилях; преобладают модерн, северный модерн, эклектика и неоклассицизм.
После революции и до настоящего времени, в связи с отсутствием свободных участков, застройка происходит эпизодически и локально, уже не оказывая существенного влияния на общий облик проспекта.

### Транспорт
С 1860 года по проспекту начала ходить конка, с конца 1908 вместо неё был пущен трамвай (трамвайное движение по проспекту было прервано в первую блокадную зиму, но возобновилось уже в 1942 году), а с 1947 года вместо трамвая стал ходить троллейбус.
К 1955 году трамвайные рельсы были полностью сняты.
По проспекту также курсируют автобусы, с 1990-х годов по 2022 год по проспекту ходили маршрутные такси.
В 1965 году движение транспорта по основной части проспекта стало односторонним: от проспекта Добролюбова к площади Льва Толстого; при этом движение в обратном направлении осуществлялось по Большой Пушкарской улице. С 3 ноября 1985 года направление одностороннего движения по обеим магистралям было изменено на противоположное, и ныне по Большому проспекту оно осуществляется от площади Льва Толстого к проспекту Добролюбова. С конца 2007 года крайняя правая полоса движения зарезервирована для общественного транспорта.
В начале проспекта расположена станция метро Спортивная,
а ближе к концу, у пересечения с Каменноостровским проспектом, — Петроградская. На расстоянии 400 м от проспекта расположена станция метро Чкаловская.

### Памятники культуры федерального значения
Памятники перечисляются в порядке их расположения вдоль проспекта согласно Перечню объектов исторического и культурного наследия.
- № 1а: Тучков буян, пеньковые склады на набережной Малой Невы около Тучкова моста, построенные А. А. Дьяковым по проекту М. А. Деденева, переработанному Антонио Ринальди, в 1763—1772 годах. Ранее на этом месте находились деревянные амбары для хранения льна и пеньки, построенные по проекту Дж. Трезини в 1735 году, большая часть которых была уничтожена пожаром в 1761 году. По состоянию на 2014 г. пустует, в нём планируется разместить больницу Верховного суда.  781710767800006
- № 1: в начале Большого проспекта, между проспектом Добролюбова и ул. Блохина, находится часовня во имя Александра Невского, принадлежащая Князь-Владимирскому собору, расположенному в небольшом отдалении. Она была построена в память Александра II на пожертвования прихожан в 1882—1886 гг. по проекту арх. Н. Н. Ковригина и освящена епископом Ладожским Арсением (Брянцевым) 2 июня 1886 года. За часовней до собора простирается Князь-Владимирский сквер, устроенный садовым мастером Э. Л. Регелем в 1876 году. Как собор, так и сквер и часовня являются памятниками истории и культуры федерального значения.  781510273100036
- Памятник Н. А. Добролюбову перед домом 34—36 (1959 г., скульптор В. А. Синайский, архитектор С. Б. Сперанский).  781610666500006
- № 75: доходный дом К. И. Розенштейна.  781610411090006

### Дома вдоль Большого проспекта
Дома перечисляются в порядке их расположения вдоль проспекта с юго-запада на северо-восток — чётные номера домов слева, нечётные справа.

#### От начала проспекта до Введенской и Рыбацкой улиц
- Дом № 1—3 / ул. Блохина, 33: один из первых доходных домов на Петроградской стороне. Строился поэтапно в течение более 70 лет: угловой 4-этажный дом был построен для купца, почётного гражданина Василия Михайловича Калгина архитектором А. И. Мельниковым в 1838—1839 гг.й, расширен двухэтажным домом вдоль Большого проспекта для помощника командира Санкт-Петербургского порта И. В. Котлярова по проекту арх. А. Михайлова в 1888, 2-этажная часть надстроена тремя этажами в 1899 году по проекту гражданского инженера А. В. Кенеля, расширена в 1910 году, и в том же году угловая часть надстроена пятым этажом с куполом на барабане, благодаря которому дом превратился в значимый ориентир набережной Малой Невы (участок в то время принадлежал потомственному почётному гражданину В. М. Тележкину). В 1911—1912 гг. дом расширен вдоль Малой Никольской ул. (ныне ул. Блохина) по проекту арх. М. Ф. Еремеева. В 1840-х гг. в доме располагалась больница Калгина (по имени владельца здания), среди врачей которой был П. А. Наранович. В 1870-х здесь помещался женский пансион Бухвостовой. В 1905 г. одну из квартир снимал будущий выдающийся архитектор А. Е. Белогруд, в 1911—1913 гг. здесь жил уже признанный зодчий А. В. Щусев, а в 1913—1925 гг. — филолог-китаевед В. М. Алексеев.

- Дом № 2 / Ждановская наб., 1: четырёхэтажный доходный дом, арх. В. И. Баранкеев[7], 1896—1900 гг., эклектика. Над парадными дверями — лепные инициалы первой владелицы дома «А В» (Александра Ванюкова). С момента постройки до настоящего времени в доме расположена аптека, ранее называвшаяся «Петровской» по соседнему Петровскому острову, а с 1950-х гг. ставшая гомеопатической. В настоящее время здесь размещается также ТОО «Гомеофарм» и редакция журнала «Библиотека здоровья». До постройки существующего здания (с 1840-х гг.) здесь стоял деревянный дом. Соседние дворы, выходившие на Малый проспект Петроградской стороны, также, как и этот дом, в начале XX века принадлежали семье купца Ванюкова; они сдавались под склады, а в доме находилась контора строительных материалов С. М. Люблинского. В 1910-е гг. в доме находилась Столичная речная полиция, начальником которой был генерал-лейтенант А. Н. Наумов, проживавший в этом же доме со своим сыном, будущим известным ботаником Н. А. Наумовым.
- Дом № 4: построен по проекту техника М. Д. Розензона, 1898—1899[8].
- Дом № 5 / Зверинская ул., 2: 1909—1910, доходный дом В. Г. Чубакова, модерн, архитектор В. И. Ван-дер-Гюхт. С 1922 по 1944 год здесь жил и работал поэт Н. С. Тихонов. Его квартира была одним из центров литературного Ленинграда. Здесь бывали В. В. Маяковский и А. А. Фадеев, О. Д. Форш, О. Ф. Берггольц и многие другие. В 1981 году на доме была установлена мемориальная доска (архитектор Т. Н. Милорадович)[9].
- Дом № 6: дом А. И. Угрюмова, левая часть, арх. Угрюмов А. И., техн. Федяков Ф., Шаповаленко П., 1856—1899 г.[10].
- Дом № 7: доходный дом, архитектор А. В. Иванов, 1888 г.[11].
- Дом № 9: 1840—1841 г., поздний классицизм, арх. Е. Т. Цолликофер (дом И. Бурмейстера).

- Дом № 10: левая часть перестроена в 1905 году по проекту архитектора П. М. Мульханова.
- Дом № 11: 1827 год постройки, самое старое здание на проспекте.  памятник архитектуры (региональный)[12] Это бывший съезжий дом Петербургской части (то есть помещение полицейского участка и пожарной команды). Раньше над ним была пожарная каланча. В нём по-прежнему расположена пожарная часть. От съезжего дома получила название Съезжинская улица, идущая вправо от проспекта.
- Дом № 13 / Пионерская ул., 4: 1901—1902, архитектор А. К. Гаммерштедт (дом Н. А. Бородулина). С 1945 до 2001 г. в этом доме жил поэт В. Б. Кривулин.
- Дом № 14 / ул. Красного Курсанта, 2: 1901—1902, архитектор А. М. Ливен (дом П. Панова).
- Дом № 15 / Пионерская ул., 3: построен в 1872—1874 гг. по проекту техника Н. Н. Боброва, позже надстроен.

- Дом № 16—18 (левая часть: № 16 / ул. Красного Курсанта, 1; центральная часть: № 18а; правая часть: № 18 / Пионерская ул., 6): 1910-е, доходный дом Н. Я. и Ф. Я. Колобовых, арх. П. М. Мульханов, завершён при участии Д. А. Крыжановского. Использованы приёмы модерна и неоклассицизма. Балконы плавно перерастают в колоннаду ионического ордера. Эта композиция завершается фронтоном с полукруглым окном. Фасады обильно и разнообразно декорированы. Стены боковых фасадов имеют пилястры ионического ордера. Нижние этажи дома украшены рустовкой. Окна разных этажей имеют разную форму: прямоугольную и полукруглую. Ранее, в XIX в., по этому адресу (Большой пр., 16, дом Менда) находилась мужская школа при частном пансионе Шмеллинга, которую с 1848 года посещали П. И. Чайковский и его брат Николай. С 1991 года дом № 18а занимает Восточно-Европейский институт психоанализа[13][14], а с 4 ноября 1999 года при нём работает «Музей сновидений Фрейда»[15][16]. В помещениях детской библиотеки им. Гайдара, расположенной в доме, сохранились несколько изразцовых печей.
- Дом № 17: 1905 г., архитектор В. А. Гартман. Здесь в 1922—1930 гг. жил Я. С. Друскин.
- Дом № 19—21: доходный дом И. А. и Ф. А. Корневых, 1905—1906 г., архитектор П. М. Мульханов[17].
- Дом № 20 / Пионерская ул., 6: построен в три этажа по проекту техника Н. Н. Боброва в 1886 году, надстроен до 6 этажей в 1913 г. по проекту П. Г. Прокофьева.
- Дом № 22—24: 1911—1912 г., доходный дом В. И. Колышко, архитектор П. М. Мульханов[18].
- Дом № 25б / ул. Лизы Чайкиной, 2: 1913 г., архитектор Ф. А. Корзухин.

- Дом № 30 / Красносельская ул., 1 / Ропшинская ул., 2: в этом здании долгое время находился кинотеатр «Экран» (ранее «Эдисон»), а в сентябре 1997 года на его месте открылось одно из первых в городе казино «Капитан Морган» (закрыто в 2009 г.). В этом же здании с 1994 г. располагается обувной магазин «Four Seasons».
- В доме № 32 / Ропшинская ул., 1: в доме жил экономист и математик Л. В. Канторович.

#### От Введенской и Рыбацкой до улицы Ленина
- Дом № 29 / Введенская ул., 2: 1844—1845 гг., арх. А. П. Гемилиан. (Надстроен).
- Дом № 31: перестроен и расширен в 1908—1910 гг. по проекту гражданского инженера П. Н. Батуева. Жил кинорежиссёр и сценарист Трауберг Л. З. в 1932—1933 гг.
- Дом № 33: 1882—1883 гг., архитектор П. О. Осипов
- Дом № 33а: 1900—1901 гг., архитектор П. М. Мульханов.
- Дом № 34—36: 1952 г., сталинская архитектура, архитекторы А. И. Князев и В. М. Фромзель. Здесь, на углу уходящей влево Рыбацкой улицы, фронт застройки отступает вглубь квартала, уступая место скверу, в центре которого в 1959 году установлен памятник Н. А. Добролюбову (скульптор В. А. Синайский, архитектор С. Б. Сперанский).
- Дом № 35: первоначально созданное архитектором Н. А. Бреевым, здание неоднократно перестраивалось в последней четверти XIX в., оставаясь обычным доходным домом. Однако в 1913 году здание получило известность: здесь открылся один из первых в Петербурге кинотеатров «Молния». Своё название «Молния» пронесла через весь XX век. Однако на рубеже XX и XXI вв. здание было реконструировано (с сохранением фасада), и здесь открылся современный кинотеатр «Мираж Синема» с 4 кинозалами[19].
- Дом № 37: построен в 1837 году (архитектор Е. И. Мартынов), перестроен в 1883—1884 гг. (архитектор А. И. Аккерман). Здесь располагалась Введенская гимназия (гимназия им. Петра Великого), где в 1891—1898 гг. учился будущий поэт А. А. Блок.  памятник архитектуры (региональный)[20] В 1895—1899 архитектор В. М. Елкашев[21] оборудовал новое помещение для церкви при этой гимназии (церковь во имя святых Кирилла и Мефодия была создана на средства потомственного почётного гражданина А. Д. Гордеева в 1885 году, повторно освящена в новом помещении 9 декабря 1899 года). В 1997 году здание исключено из списка охраняемых памятников истории и культуры, после чего полностью перестроено по проекту архитектурной мастерской «Евгений Герасимов и партнеры» (строительство окончилось в 2007 году): фасад был разобран и воссоздан, а сзади (на участке, охватывающем здание бывшей церкви) пристроено новое 9-этажное здание, возвышающееся над старым.
- Дом № 38—40 / Ижорская улица, 1 / Колпинская улица, 2: жилой дом, надстроенный в 1912 г. по проекту Д. А. Крыжановского. В архитектуре этого дома отчетливо выражены особенности стиля модерн: активное использование облицовочной плитки, сочетание разнообразных по цвету и фактуре форм и плоскостей, рустовка, равномерно заполняющая плоскости верхних этажей фасада. В декоре использован абстрактный орнамент в виде треугольников. Скошенный угол украшен пилястрами коринфского ордера с каннелюрами. Фасад обильно декорирован элементами цветочного орнамента.
- Дом № 39 / угол Гатчинской ул.  (недоступная ссылка): дом С. М. Липавского, 1912—1913 гг. архитектор Ф. И. Лидваль совместно с Д. Д. Смирновым.
- Дом № 42 / Колпинская ул., 1 / Стрельнинская ул., 2: выделяющееся рельефным фасадом двухэтажное здание — бывший особняк губернского секретаря Андрея Макаровича Васильева. Построен в 1878—1879 гг. по проекту архитектора Владимира Шаламова; внутренняя часть была перестроена под кинематограф в 1915—1916 гг. по проекту Василия Шауба[22]. В здании c 1959 г. находилась Детская музыкальная школа, делившая до 1970-х годов место с рыбным магазином. В 1990-х она была переименована в Гуманитарно-музыкальную гимназию, а позже — в Детскую школу искусств № 16.
- Дом № 43: 1901—1902 гг., архитектор Д. А. Крыжановский. Из эркеров плавно выходят балконы, украшенные решёткой и небольшими дорическими колоннами. Выше балконов расположены пирамидообразные завершения.
- Дом № 44 / Стрельнинская ул., 1 / Ораниенбаумская ул., 2: 1906—1907 гг., северный модерн, архитектор И. А. Претро («Дом с совами», или дом Путиловой)[23]. Одна из архитектурных жемчужин: эффектный силуэт, выразительная пластика фасада, разнообразные по формам и размерам окна, гранитная облицовка в сочетании с фактурной штукатуркой, мощный стрельчатый портал с изображениями сов. Юго-западный угол этого дома первоначально венчал черепичный шатёр (утрачен). Дом был построен по заказу купеческой вдовы Т. Н. Путиловой. Отмечен серебряной медалью на конкурсе лучших фасадов в 1912 г.
- Дом № 45 / другим фасадом выходит на Большую Пушкарскую ул., 38: собственный доходный дом архитектора Н. Н. Никонова, построен по его же проекту в 1900—1901 году в стиле эклектики с мотивами русского стиля. Включено в реестр объектов культурного наследия. На фасаде мемориальная доска: «В этом доме 2/15 сентября 1905 года была отпечатана первая в России татарская газета „Нур“, редактором и издателем которой был видный татарский общественный деятель Атаулла Баязитов».
- Дом № 46 / Ораниенбаумской ул., 1: 1901 г., 1905 г., архитектор П. М. Мульханов.
- Дом № 48 / на углу Шамшевой ул.: бизнес-центр «Орбита» (начало XXI в.), который занимают более 10 организаций[24]. С начала 1970-х гг. здесь находилось круглое в плане кафе «Орбита» (за свою характерную форму прозванное «Катушкой», а также известное как «Стекляшка» или «Бомбей»[25]), построенное на месте сквера по проекту архитектора Ю. О. Цехновицера[26] и уничтоженное пожаром в 1980-е годы (железобетонный каркас кафе был демонтирован в 2002 году[27]).

- Дом № 49 / ул. Ленина, 18: крупный жилой дом со скруглённым углом и башнями по центру фасада, выходящего на Большой проспект, и на фасаде, выходящем на ул. Ленина (угловая башня утрачена) — 1902—1903 гг., доходный дом П. Т. Бадаева, архитектор П. Ю. Сюзор. Стиль эклектика. Включено в реестр объектов культурного наследия.
- Дом № 50 / Шамшева улица, 5: дом А. Лукина, 1839—1840 гг., архитектор А. М. Куци[28].

- Дом № 52—54 / Гатчинская ул., 2: 1875—1876 г., угловая часть, архитектор П. О. Осипов; 1893, 1898—1902 гг. — перестройка с включением существовавшего дома, архитектор В. Р. Курзанов, 1904—1909 гг. — перестройка, архитектор Г. Г. фон Голи.
- Дом № 56 / Гатчинская ул., 1: шестиэтажный жилой дом, построенный в первой четверти XIX в. (первоначально имел два этажа) и затем неоднократно перестраивавшийся и модернизировавшийся (1899 — надстроен, архитектор О. Л. Игнатович; 1904 — перестроен и расширен, архитектор И. Б. Калиберда; 1911 г. — расширен и надстроен, архитектор И. И. Долгинов; 1956 г. — капитальный ремонт с заменой лестниц, лифтов и части перекрытий). Со стороны Лахтинской улицы к нему на месте бывшего сквера пристроен современный торгово-бытовой центр (2003—2005 гг., архитектор А. В. Титов)[29]. До революции этот доходный дом принадлежал виолончелисту Мариинского театра Альберту Пуни[30], сыну композитора Цезаря Пуни. В 1913—1915 гг. квартиру на 6-м этаже занимали художники Иван Альбертович Пуни и его жена Ксения Богуславская. Эта их квартира была и мастерской, и своеобразным «салоном», местом встреч художников и поэтов, авангардистов и футуристов: здесь бывали Хлебников, Маяковский, Бурлюк, Северянин, Бенедикт Лившиц и др. В этом доме (в кв. № 23) в 1980-е гг. жил энтомолог Н. Ю. Клюге.
- Партерный сквер перед домами № 20 по ул. Ленина и № 62 по Большому проспекту П. С. был разбит в 1952 году. В 1957 году в него из сада Смольного был перенесён бронзовый бюст В. И. Ленина (отлит на заводе «Монументскульптура» в 1949 г., скульптор В. И. Ингал, высота бюста 1,5 м, высота постамента 2,8 м,  781710972340005). До войны на месте сквера находился двухэтажный дом № 62, пострадавший от попадания снаряда во время блокады[3]. В доме № 62 до войны жила актриса Д. М. Мусина-Пушкина.

#### От улицы Ленина до Каменноостровского проспекта
- Дом № 51 / ул. Ленина, 9: 1898—1899 г., архитектор П. И. Гилёв. Доходный дом А. И. Седовой. До революции в этом доме жил архитектор Е. С. Воротилов (1900-1909). Позже, в 1924-1933 гг. занимал квартиру писатель Б. С. Житков. В 1925-1929 гг. — скульптур В. В. Козлов. С 1937 по 1957 гг. жил философ и социальный психолог Б. Д. Парыгин (кв. № 27). Около 3-х лет в доме жил писатель, автор романов — «Голова профессора Доуэля», «Человек-амфибия» и др., А. Р. Беляев (1934-1937). Первую блокадную зиму провёл будущий художник И. С. Глазунов (кв. № 32).
- Дом № 55 / угол ул. Подковырова): 1912 г., архитектор Э. А. Густавсон, бывший торговый дом товарищества Санкт-Петербургского механического производства обуви «Скороход». С 1970-х до 1988 года — магазин одежды и товаров для женщин «Татьяна», с 1988 по 2008 год — «Элегант». С 2009 года помещения арендует торговая сеть «Рив Гош». Напротив дома 55, между Полозовой улицей и улицей Подковырова, находится Подковыровский сад с цветочным павильоном.
- Дом № 57 / ул. Подковырова, 1: дом Б. О. Урвича, 1910—1913 г., арх. И. И. Долгинов. В этом доме до октября 1929 г. жил архитектор П. Д. Козырев[31].
- Дом № 59 / угол Бармалеевой ул.: архитектор И. И. Бургазлиев, 1899, 1902. Реконструирован в 2007 году, надстроена мансарда, фасад отреставрирован, установлена подсветка.
- Дом № 64—66 / ул. Ленина, 9 / Полозова улица, 2: бывший доходный дом купца Д. Л. Парфёнова, для которого архитектор Г. Г. фон Голи в 1914 году построил здание на углу с Полозовой ул. (дом 66) и надстроил существовавший дом 64 (архитектор А. Н. Веретенников, 1898 г.) на углу с Широкой улицей. В доме 64 в начале XX в. работал серебряных дел мастер М. Ф. Квятковский, присяжный мастер Ремесленной управы, а с 1948 года располагается магазин «Ювелирторга» «Аметист»[32]. В этом доме жили художники А. И. Русаков, Т. И. Купервассер, Б. Н. Ермолаев.
- Дом № 70—72 / Подрезова ул., 2 / ул. Подковырова, 5: 1912—1913 г., доходный дом Ф. Ф. Утемана. архитекторы Д. А. Крыжановский и А. А. Стаборовский. В доме 70 находилась фотошкола[33].
- Дом № 74 / ул. Подрезовой, 1 / ул. Бармалеевой, 4: 7-этажный (7-й этаж — мансарда) доходный дом А. А. Антоновой. Построен в 1912—1913 г. в стиле неоклассики по проекту В. В. Шауба[34]. Включён существовавший здесь ранее трехэтажный особняк (арх. Б. А. Бржостовский, 1897—1899). Дом Антоновой — это большой, типичный для Петербурга-Петрограда начала XX в. доходный дом с двумя прямоугольными внутренними дворами. Для извлечения дохода госпожой Антоновой на первом этаже был оборудован кинотеатр «Люкс», начавший кинопоказы весной 1913 года[35]. Кинотеатр работал до революции[36], а затем вновь с 1930 по 2006 год под названиями «Труд», «Хроника» и наконец (с 1940 года) «Свет». Он специализировался на показе документальных и научно-популярных фильмов (но в репертуаре присутствовали и художественные), а в 1990—2000-е гг., помимо этого, демонстрировал также классику мирового кино, часто сопровождая показы просветительскими лекциями. В 2006 г. кинотеатр «Свет» был закрыт на ремонт, а в 2009 году на его месте открыт ресторан. В августе 2023 года здание признали памятников архитектуры регионального значения[37]. В доме жил профессор Горного института, основатель и первый директор Палеонтологического института АН СССР академик А. А. Борисяк.
- Дом № 61 / Бармалеева ул., 3: жилой дом, техник М. Д. Розензон, 1899—1901 г. Жил Н. Я. Агнивцев. В 1906—1918 гг. в здании также находилась гимназия Л. Д. Леонтовской[38].
- Дом № 63: доходный дом, 1904 г., архитектор П. М. Мульханов[39].
- Дом № 65: доходный дом А. В. Виноградова, 1912—1913 г., архитектор А. Ф. Барановский, завершение — гражданский инженер Н. Ф. Прокопович[40]. Окна парадной лестницы украшали витражи с геометрическим рисунком (утрачены при установке лифта в сентябре 1992 г.)[41].
- Дом № 69: доходный дом предпринимателя и мецената И. Ф. Алюшинского, 1910—1911 г., архитектор Д. Д. Устругов[42]. Выходит на угол Большого проспекта и Ординарной улицы изящной угловой башней-эркером. Стиль модерн. Сохранились вид лицевых фасадов и лепная отделка парадных лестниц с готическими мотивами. В 2011 году изразцовая печь завода «Або», которая находилась в бывшей квартире Алюшинского, пострадавшей от пожара, была разобрана и передана во дворец Меншикова — отдел Эрмитажа. До революции в доме работала «дешевая столовая городского попечительства для интеллигентных лиц». В 1912—1919 годах в доме жил поэт, журналист и революционер Александр Вермишев (мемориальная доска установлена в 1989 году). Включен в единый государственный реестр в качестве объекта культурного наследия регионального значения.
- Дом № 73 / Каменноостровский пр., 36: на этом угловом участке расположен комплекс зданий Женского благотворительного института принцессы Терезии Ольденбургской, создававшийся в течение длительного периода с первой трети XIX до начала XX вв. разными архитекторами, в числе которых Л. Я. Тиблен, В. В. Шауб, И. А. Претро, Г. И. Люцедарский. Женский институт был создан на средства супруга принцессы — принца П. Г. Ольденбургского. При институте находилась церковь во имя Воскресения Христова (создана в 1841; перенесена в новое здание, построенное по проекту В. В. Шауба, в 1896 году). Институт и церковь закрыты в 1918 году (церковь впоследствии перестроена под спортивный зал). С 1966 года часть комплекса занимает Дом пионеров и школьников, в настоящее время — Дворец детского творчества Петроградского района.
- Дом № 76—78: бывший доходный дом Ведомства учреждений императрицы Марии, 1903—1905 г., архитектор Г. Д. Гримм. В этом доме доме жил последний из династии архитекторов Гриммов — Герман Германович Гримм (1904—1959).
- Дом № 80 / Плуталова улица, 26: 1904 г., архитектор С. А. Баранкеев
- Дом № 82: 1910 г., архитектор А. Ф. Барановский[40].
- Дом № 84: здание, возведённое в 2009 году на месте сквера.
- Дом № 86 / Ординарная улица, 2: первоначально здесь был четырёхэтажный дом, построенный арх. И. И. Радике для потомственного почётного гражданина Н. И. Калугина (1880-е годы); арх. И. И. Соколов для княгини М. А. Вальбольской пристроил трёхэтажный флигель по Ординарной ул. (1902); архитектор М. А. Сонгайло для действительного статского советника присяжного поверенного Г. А. Тиктина объединил угловой дом и флигель и надстроил до 5 этажей (1910). В 1900-х гг. здесь жил архитектор В. И. Шёне.
- Дом № 88 / Ординарная улица, 1: в 1863—1865 гг. здесь на месте деревянного был построен трёхэтажный каменный дом по проекту архитектора К. Е. Егорова для провизора К. Коха. В 1912 году он был надстроен до шести этажей с мансардой для потомственного почётного гражданина Г. Ф. Киселёва с отделкой в стиле модерн по проекту гражданского инженера С. Г. Бродского. Здание было полностью разрушено во время блокады прямым попаданием фугасной бомбы 24 января 1943 года. После войны дом построили заново.
- Дом № 90: 1899 г., архитектор П. М. Мульханов.
  - Угловой корпус изначально построен в первой трети XIX в., расширен в 1842—1845 гг. Л. Я. Тибленом, перестроен в 1895—1896 г. В. В. Шаубом.
  - Корпус по Каменноостровскому проспекту построен в 1850—1851 гг. Л. Я. Тибленом, перестроен и расширен в 1895 году В. В. Шаубом.
  - Левый корпус по Большому проспекту, примыкающий к угловому, построен в 1893 году В. В. Шаубом.
  - Правый корпус по Большому проспекту построен в 1903 году И. А. Претро.
  - Здание лазарета (дом № 73/36-б) построено в 1897 году Г. И. Люцедарским.
- Дом № 96 / Каменноостровский пр., 38: 1910—1911 г., архитектор В. И. Ван-дер-Гюхт — доходный дом В. Г. и О. М. Чубаковых. Угловой дом с небольшой башенкой — одна из важных составляющих ансамбля площади Льва Толстого. Фасад отреставрирован в 2009—2010 гг. Купол этого здания, эффектно замыкавший перспективу улицы Льва Толстого, сгорел в 2001 году[43], восстановлен в ноябре 2010 года. В этом доме жили С. С. Кричинский (в 1913—1915 гг.), Г. В. Иванов (в конце 1920 года).

#### От площади Льва Толстого до Карповки
Это самый молодой участок проспекта. Его не существовало до 1909 года, когда произошла его прокладка и разметка новых участков под строительство, в чём видное участие принимал К. И. Розенштейн.
- Дом № 75 (Дом с башнями) / Каменноостровский пр. 35 / ул. Льва Толстого, 2: 1913—1915 г., ретроспективизм, архитекторы К. И. Розенштейн и А. Е. Белогруд[44]. Бывший доходный дом Розенштейна, является главным звеном архитектурного ансамбля площади Льва Толстого.
- Дом № 77: доходный дом Розенштейна, 1912—1914 г., был построен для К. И. Розенштейна в палладианском стиле. Начат самим Розенштейном в 1912 году, завершён А. Е. Белогрудом. Украшен эффектной колоннадой на уровне 3—5 этажей, барельефами и скульптурами работы В. Ф. Разумовского на карнизе.
- Дом № 79 / Петропавловская ул., 4: доходный дом К. М. Соколовского, 1910—1911 г., архитектор С. С. Корвин-Круковский.
- Дом № 81 / другим фасадом выходит на Петропавловскую ул., 6: 1910—1911 г., доходный дом Д. М. Гончарова. Архитекторы К. И. Розенштейн, А. Я. Родионов[45].
- Дом № 83 / другими фасадами выходит на набережную Карповки и Петропавловскую ул., 8: 1911 г., архитектор В. К. Вейс (дом А. Д. Барановской). Дом украшен круглыми угловыми башнями (на фасаде, обращённом к Большому проспекту, имелось скульптурное изображение орла с поднятыми крыльями, утраченное в 1990-е гг.). В этом доме до революции находилась контора акционерного общества заводов П. В. Барановского, в которой летом 1917 года В. И. Ленин встречался с Л. Б. Красиным, о чём сохранилась мемориальная доска. Это последний дом по правой (нечётной) стороне проспекта. В этом доме в кв. 66 до 2001 г. жили академик РАН М. И. Будыко, автор теории, положенной в основу современных исследований о глобальном потеплении, художники Татьяна Воронихина и Исаак Бродский, физик Лев Мясников, врач Георгий Шор. Включен в реестр объектов культурного наследия[46].
- Дом № 98 / Каменноостровский пр., 35х: доходный дом Б. С. Майзель, 1910—1911 г., архитектор Д. А. Крыжановский[47]. В отделке использованы сочетания естественных и искусственных материалов. Тщательно прорисованы все детали фасадов. Балконы украшены ажурными решётками с элементами северной флоры. Фасад отделан прямоугольной рустовкой и пилястрами ионического ордера, капитель которых декорирована волютами. Окна украшены балясинами. В кв. 30 в 1924—1941 годах жил политик и философ Н. Н. Глебов, в 1924—1942 и в 1945—1966 гг. — его дочь, художница Т. Н. Глебова, в 1945—1966 — её муж, художник В. В. Стерлигов.
- Дом 100: 1911—1912 г., архитектор А. Ф. Нидермейер. Дом украшен пилястрами и рельефами. Первоначально в нём располагались доходный дом и частная лечебница М. Кальмейера; с 1919 по 1990-е годы — Центральный госпиталь скорой помощи, затем преобразованный в НИИ скорой помощи им. И. И. Джанелидзе; в годы блокады — военный госпиталь. В этом доме после войны и до 1963 г. жил академик Б. К. Шишкин.
- Дом № 102: 1912—1914 г., доходный дом Е. И. Гонцкевича. ( 781710971750005) Начат самим Е. И. Гонцкевичем, при участии С. Ю. Красовского в 1912 году, завершен А. Е. Белогрудом в 1914 году. А. Е. Белогруд жил здесь с 1914 по 1933 год[48].
- Дом № 104: 1912—1914 г., доходный дом Р. А. Дидерихса, архитекторы А. Ф. Бубырь и Н. В. Васильев[49].
- Дом № 106 / наб. реки Карповки, д. 8: доходный дом в стиле модерн, был возведён в 1910—1912 годы для архитекторов А. Д. Дальберга и К. К. Кохендерфера по собственному проекту[50]. Признан объектом культурного наследия регионального значения. Жильцами этого дрма были профессор Ленинградского инженерно-строительного института Владимир Иванов, профессор Женского медицинского института Константин Скробанский, начальник кафедры общей хирургии Военно-медицинской академии Николай Еланский[51].

## Культурная жизнь
- В начале 1914 года на проспекте работало 13 больших и малых синематографов[52]. После закрытия в 1990-х и 2000-х годах кинотеатров «Экран» (Большой проспект, дом 30) и «Свет» (это был один из первых кинотеатров, работавший с 1913 года, первоначально под названием «Люкс»; Большой проспект, дом 74) на проспекте остался один кинотеатр — «Мираж-Синема на Большом» (Большой проспект, дом 35).
- В «Доме с башнями» (Большой проспект, дом 75/35) расположен театр «Русская антреприза» имени Андрея Миронова.